# Троянов, Даниил Сергеевич
Троянов Даниил (род. 4 мая 1990, Омск, Россия) — художник, живописец, член Творческого союза художников России, резидент Арт-Центра — Пушкинская 10.

## Биография
Родился в 1990 году, в городе Омске. В родном городе учился без интереса, попробовав юридическое и др. гуманитарные направления. В 19 лет начинает увлекаться рисунком и фотографией.
В 23 года переезжает в Санкт-Петербург.
Поступает в Балтийский Институт Экологии, Политики и Права (БИЭПП) на отделение Станковой живописи.
Занимается абстрактным искусством, участвует в первой групповой выставке «Искусство Четырёх» используя три картона, покрашенные аэрозольной краской, в технике близкой к абстрактному граффити.
Далее экспериментируя в фотографии с архитектурными формами урбанистических построек, становится одним из победителей в номинации «Архитектура» фотопроекта «Best of Russia — 2014» (Лучшие фотографии России).
В Балтийском институте Даниил Троянов знакомится с известным Петербургским художником Заславским Анатолием Савельевичем. Начав изучать живописную методику Заславского участвует в выставках объединения «Квартира 16» и активно занимается натурной живописью.
В 2017 году становится лауреатом конкурса «Takeda ART/HELP Преодоление», масштабного комплексного проекта, учрежденного крупнейшей азиатской фармацевтической компанией Takeda Pharmaceutical, основная цель которого — способствовать развитию паллиативной помощи и новых технологий в медицине.
Даниил получает Третью премию и возможность показать свои работы на выставке молодых художников из России и Японии — «Преодоление» в Центральном Выставочном Зале «Манеж» — Санкт-Петербург, и Новом Манеже — Москва.
Представленный проект получил название — «Инсайдер».

«Преодоление — это составляющая состояния инсайдера. Мрачные городские пейзажи, промышленные застройки без признаков жизни. Однако она есть, и её носитель — инсайдер, чужой в этом мире, изгой общества, который открыл то, чего не знают многие и он не может передать это знание другим, ибо это может свести людей с ума, повлиять на общество, послужить толчком к перевороту в сознании масс.»
2018 год — заканчивает БИЭПП, вступает в Творческий Союз Художников России и поступает в Санкт-Петербургскую художественно-промышленную академию имени А. Л. Штиглица на кафедру Монументально-Декоративной Живописи.
Побеждает в конкурсе «Арт-Центра — Пушкинская 10» и в течение года работает в мастерской арт-центра над персональным проектом, который представляет 20го января 2019 года.
Проект получает название «Отчуждение». Даниил представляет работы в смешанной технике живописи и графики и добавляет в экспозицию фотографии архитектурных элементов.
Помимо персонального проекта, в мансарде арт-центра Даниил, на протяжении года, по субботам проводит сеансы рисования обнажённой натуры с близкими по духу художниками.

## Персональные и групповые выставки
- 2015 — «Искусство Четырёх» — Открытые Мастерские / Лиговская библиотека, Санкт-Петербург, Россия
- 2016 — «Индивидуальное Просветление» — Галерея «Интимное место», Санкт-Петербург, Россия
- 2016 — «Квартира 16» — Выставочный зал Центра книги и графики, Санкт-Петербург, Россия
- 2017 — «Достоевский. Городу и Миру» — Центр искусства и музыки библиотеки Маяковского, Санкт-Петербург, Россия
- 2017 — «Квартира 16» — Эрмитаж-Выборг, Выборг, Россия
- 2017 — 11-я Молодёжная выставка «Молодость Петербурга», Выставочный Центр Санкт-Петербургского Союза Художников, Россия
- 2017 — «Ярмарка современного искусства SAM FAIR» — Музей уличного искусства, Санкт-Петербург, Россия
- 2018 — 12-я Молодёжная выставка «Молодость Петербурга», Выставочный Центр Санкт-Петербургского Союза Художников , Россия
- 2019 — «Квартира 16 — Наша Лучшая Картина» — Эрмитаж-Выборг, Выборг, Россия
- 2019 — Персональная выставка — «Отчуждение» — Пушкинская, 10 (арт-центр), Санкт-Петербург, Россия

### Наиболее значимые групповые выставки
- 2014 — «Best of Russia’14» (Лучшие фотографии России) — Винзавод, Москва, Россия
- 2017 — «СТО ПРОЦЕНТОВ ЖИВОПИСИ» — Омский союз художников — выставочный зал, Омск, Россия
- 2017 — «Такеда ART/HELP, Преодоление» — Академия Художеств им. И. Е. Репина — Итальянский зал, Санкт-Петербург, Россия
- 2018 — «Преодоление» — Центральный Выставочный Зал «Манеж» — Санкт-Петербург, Новый Манеж — Москва, Россия
- 2018 — «Такеда ART/HELP, Прорыв» — Фонд культуры «Екатерина» — Москва, Россия

### Работы находятся в коллекциях
- Пушкинская, 10 (арт-центр) — Санкт-Петербург, Россия